# Dennis Etchison

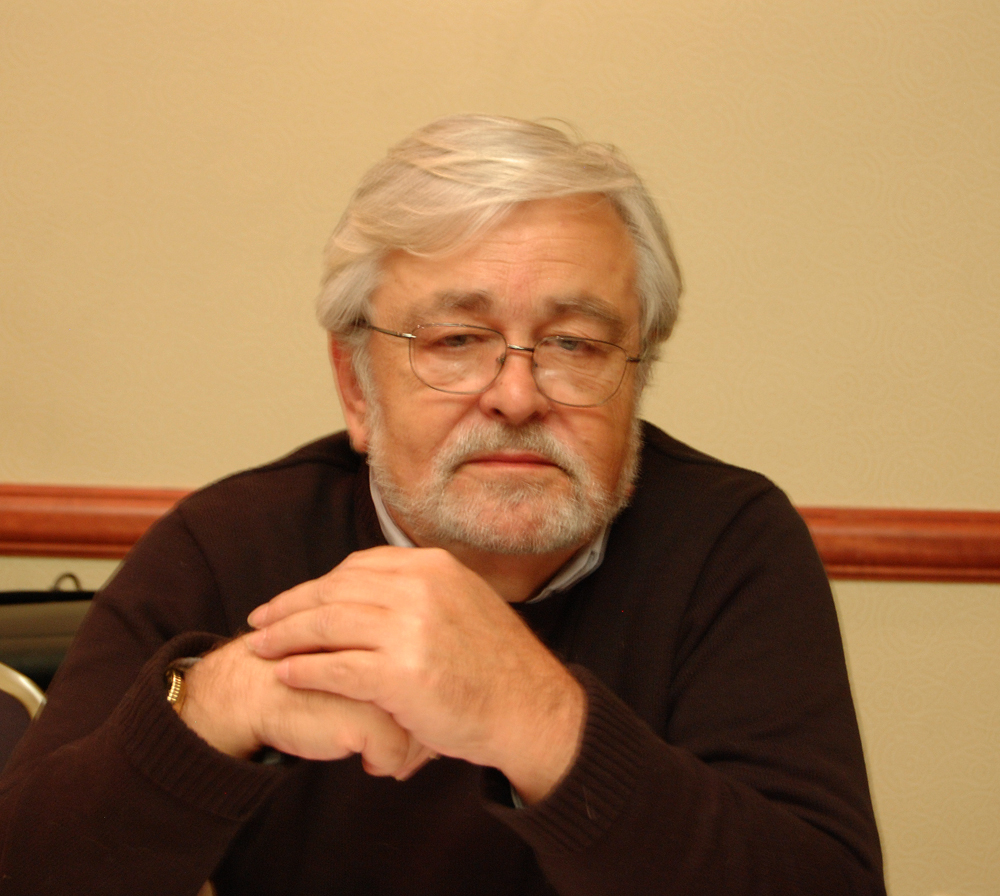
Etchison auf der the World Horror Convention 2008 in Salt Lake City

Dennis William Etchison (* 30. März 1943 in Stockton, Kalifornien; † 28. Mai 2019) war ein US-amerikanischer Fantasy- und Horror-Schriftsteller und Herausgeber.
Während er als Romanautor einige Anerkennung erlangt hat, ist es Etchisons Werk im Kurzgeschichtenformat, das von Kritikern und Fans besonders geschätzt wird, wie etwa seine Debütsammlung The Dark Country (1982), die als eines der 100 besten Horrorbücher ausgewählt wurde. Etchison war von 1992 bis 1994 Präsident der Horror Writers Association. Er war mehrfacher Preisträger, der dreimal den British Fantasy Award für Belletristik und den World Fantasy Award für Anthologien gewonnen hat.

## Biografie
Als Einzelkind verbrachte er die ersten Jahre seines Lebens in einem menschenleeren Haushalt, weil der Zweite Weltkrieg noch auf der ganzen Welt geführt wurde. Etchison merkte an, dass er in seinen frühen Jahren stark verwöhnt und von anderen Kindern weitgehend isoliert war. Dieses Gefühl der Isolation und die Notwendigkeit, mit der Gesellschaft zu interagieren, waren später Thema vieler seiner Arbeiten. In frühen Jahren war Etchison ein begeisterter Wrestling-Fan. Fasziniert vom Widerstreit von Gut und Böse, besuchte er regelmäßig mit seinem Vater Shows im Olympic Auditorium. Seine Leidenschaft für den Sport hielt an und er schrieb regelmäßig unter dem Pseudonym „The Pro“ für die Wrestling-Publikation Rampage.
In der Mittel- und Oberstufe schrieb Etchison für die Schulzeitung und gewann zahlreiche Aufsatzwettbewerbe. Während dieser Zeit entdeckte er Ray Bradbury, den er nachahmte, bevor er seinen eigenen Stil entwickelte. Am letzten Tag in der Oberstufe begann Etchison, seine erste Kurzgeschichte zu schreiben. Betitelt mit Odd Boy Out, befasste sie sich mit einer Gruppe von Teenagern im Wald. Er reichte sie bei zahlreichen Science-Fiction-Magazinen ein, erhielt jedoch jedes Mal eine Absage. Da erinnerte er sich an den Ratschlag Ray Bradburys, ein Autor solle seine Arbeiten zunächst dem am wenigsten wahrscheinlichen Markt anbieten. Also reichte er seine Kurzgeschichte bei einem Männermagazin mit dem Titel Escapade ein und erhielt wenige Wochen später einen Scheck über 125 Dollar. Eine auf Etchisons Facebook-Seite gepostete Nachricht lautete, dass der Autor am 28. Mai 2019 verstorben war. Es wurde keine Todesursache angegeben.

## Filmstudium und Drehbücher
Etchison hat ab 1960 in vielen Genres professionell geschrieben. Er besuchte die Filmschule der UCLA in den 1960er Jahren und hat viele Drehbücher geschrieben, die noch nicht produziert wurden, sowohl aus seinen eigenen Werken als auch aus denen von Ray Bradbury (The Fox and the Forest) und Stephen King (The Mist). Er schrieb ein Colin Wilson Drehbuch um (The Ogre) und vollendete ein Drehbuch, das auf seiner eigenen Kurzgeschichte The Late Shift basierte. Er war Co-Autor einer Geschichte für die Fernsehserie Logan's Run: The Thunder Gods.
1983 wurde Etchison von Stephen King gebeten, der Filmberater / Historiker zu dem Buch von King über das Horrorgenre, Danse Macabre. 1984 produzierte ZBS Media eine 90-minütige Radioversion von Stephen Kings The Mist, basierend auf Etchisons Drehbuch. Ein Film, Killing Tim, wurde von Patrick Aumont und Damian Harris (Graymatter Productions) von Etchisons Geschichte The Late Shift gedreht. 1985 arbeitete Etchison als Festangestellter Autor für die HBO-Fernsehserie Der Hitchhiker. 1986 arbeitete John Carpenter mit Etchison zusammen, um ein Drehbuch für Halloween IV – Michael Myers kehrt zurück zu schreiben.

“Halloween was banned in Haddonfield and I think that the basic idea was that if you tried to suppress something, it would only rear its head more strongly. By the very [attempt] of trying to erase the memory of Michael Myers, [the teenagers] were going to ironically bring him back into existence.”

„Halloween wurde in Haddonfield verboten und ich denke, dass die Grundidee war, dass wenn Sie versuchen, etwas zu unterdrücken, es nur seinen Kopf stärker erheben würde. Durch den bloßen Versuch, die Erinnerung an Michael Myers auszulöschen, wollten [die Teenager] ihn ironischerweise wieder ins Leben rufen.“

Der Franchise-Produzent Moustapha Akkad lehnte das Etchison-Drehbuch jedoch ab, indem er es als „zu zerebral“ bezeichnete und darauf bestand, dass in jeder neuen Fortsetzung von Halloween Myers als Fleisch- und Blutkiller auftreten müsse. In einem Interview erklärte Etchison, wie er den Anruf erhielt, der ihn über die Ablehnung seines Drehbuchs informierte. Etchison sagte: „Ich erhielt einen Anruf von Debra Hill und sie sagte: 'Dennis, ich wollte nur, dass du weißt, dass John und ich unser Interesse am Titel Halloween verkauft haben und leider war dein Drehbuch nicht Teil des Deals.' Carpenter und Hill hatten alle ihre Rechte an Akkad abgetreten, der dadurch in den Besitz gelangte. Akkad sagte: Ich bin gerade auf die Ursaprünge von Halloween in Halloween 4 zurückgekommen und es war der erfolgreichste Film.“ Als Carpenter sich weigerte, sich weiter mit der Serie zu befassen, wurde ein neuer Regisseur gesucht. Dwight H. Little aus Ohio ersetzte Carpenter.

## Belletristik
Etchisons belletristische Werke sind seit 1961 regelmäßig in einer Vielzahl von Publikationen erschienen. Seine Geschichten sind auch in vielen großen Horror- und Dark-Fantasy-Anthologien zu finden. Seine erste Sammlung von Kurzgeschichten, The Dark Country, wurde 1982 veröffentlicht. Die Titelgeschichte erhielt den World Fantasy Award sowie den British Fantasy Award für die beste Sammlung des Jahres – zum ersten Mal erhielt ein Autor beide Hauptpreise für ein einziges Werk.
Etchisons erste Kurzgeschichtensammlung war knapp elf Jahre zuvor erscheinen. 1971 verkaufte er Powell Books, einen in Los Angeles ansässigen Low-Budget-Verlag, der Darkness Weaves von Karl Edward Wagner veröffentlichte, eine Sammlung seiner Science-Fiction- und Fantasy-Werke unter dem Titel The Night of the Eye. Am Vorabend seiner Veröffentlichung ging Powell Publications bankrott. Etchison würde über ein Jahrzehnt warten, bis seine eigentliche erste Kollektion The Dark Country erscheinen würde.
Seitdem wurden mehrere weitere Sammlungen veröffentlicht, darunter die Karriere-Retrospektive Talking in the Dark (2001), die aus Geschichten besteht, die vom Autor persönlich ausgewählt wurden. Er wurde für den British Fantasy Award für The Late Shift (1981) nominiert und gewann ihn 1982 mit The Dark Country, Olympic Runner (1986) und The Dog Park (1994).
Etchisons erster Roman, The Shudder, war für die Veröffentlichung 1980 geplant; er zog es schließlich zurück, als der Herausgeber eine seiner Meinung nach unvernünftige Änderung des Manuskripts verlangte. Ein Teil des Romans erschien als Auswahl in A Fantasy Reader, dem Buch der siebten World Fantasy Convention im Jahr 1981; Der vollständige Roman bleibt unveröffentlicht.
Er schrieb unter dem Pseudonym „Jack Martin“ und veröffentlichte populäre Romanfassungen der Filme Halloween II – Das Grauen kehrt zurück, Halloween III, und Videodrome. Unter seinem eigenen Namen veröffentlichte Etchison die Romane Darkside (1986), Shadowman (1993) und California Gothic (1995) sowie die Romanfassung von John Carpenters The Fog (1980).
Etchison hat regelmäßig Kurse in kreativem Schreiben an der UCLA unterrichtet.

## Redaktionelle Arbeit
Als Herausgeber erhielt Etchison zwei World Fantasy Awards für die beste Anthologie für MetaHorror (1993) und The Museum of Horrors (2002). Zu seinen anderen Anthologien gehören die von der Kritik hochgelobten Cutting Edge (1986), Gathering The Bones (2003) (herausgegeben von Ramsey Campbell und Jack Dann) und die Masters of Darkness Serie (drei Bände).

## Radio
Im Jahr 2002 adaptierte Etchison fast 100 Folgen der ursprünglichen Twilight Zone-Fernsehserie für eine CBS-Radioserie, die von Stacy Keach moderiert wurde. Die Programme wurden kommerziell auf Audio-CDs veröffentlicht. Etchison war einer der Autoren der von Malcolm McDowell moderierten Audioserie Fangoria's Dreadtime Stories. Diese Horror-Geschichten sind auf CD und als Download bei iTunes, Audible und anderen Anbietern erhältlich.

## Rezeption
Karl Edward Wagner sagte über ihn:

“the finest writer of psychological horror this genre has ever produced”

„Der beste Autor von psychologischem Horror, den dieses Genre jemals hervorgebracht hat“

Charles L. Grant sagte über Etchison:

“the best short story writer in the field today”

„der beste Kurzgeschichtenschreiber auf dem Gebiet heute“

Kritische Studien zu Etchisons Arbeit finden sich in Darrell Schweitzers Discovering Modern Horror Fiction und in Richard Bleilers Supernatural Fiction Writers und Dennis Etchison: Spanning the Genres in S. T. Joshis Buch The Evolution of the Weird Tale (2004), S. 178–189.
Etchison sagte über seine Arbeit:

“...rather dark, depressing, almost pathologically inward fiction about the individual in relation to the world...”

„...ziemlich düstere, bedrückende, fast pathologische innere Fiktion über das Individuum in Bezug auf die Welt...“

Stephen King sagte über Etchison:

“...one hell of a fiction writer...”

„... er ist die Hölle von einem Horrorautoren...“

und er wurde:

“the most original living horror writer in America”

„Der originellste lebende Horrorautor in Amerika“

genannt.

## Auszeichnungen (Auswahl)
Etchison wurde für viele Arbeiten nominiert und mehrfach ausgezeichnet.
- 1977: World Fantasy Convention, World Fantasy Award, Best Short Fiction, It Only Comes Out at Night, Nominiert
- 1981: British Fantasy Society, British Fantasy Award, Best Short Fiction, The Late Shift, Nominiert
- 1982: British Fantasy Society, British Fantasy Award, Best Short Story, The Dark Country, Gewinner
- 1982: World Fantasy Convention, World Fantasy Award, Best Short Fiction, The Dark Country, Gewinner
- 1983: World Fantasy Convention, World Fantasy Award, Best Short Fiction, Deathtracks, Nominiert
- 1983: World Fantasy Convention, World Fantasy Award, Best Anthology/Collection, The Dark Country, Nominiert
- 1987: British Fantasy Society, British Fantasy Award, Best Short Story, The Olympic Runner, Gewinner
- 1987: World Fantasy Convention, World Fantasy Award, Best Anthology/Collection, Cutting Edge, Nominiert
- 1988: Horror Writers Association, Bram Stoker Award, Best Fiction Collection, The Blood Kiss, Nominiert
- 1989: World Fantasy Convention, World Fantasy Award, Best Collection, The Blood Kiss, Nominiert
- 1993: Horror Writers Association, Bram Stoker Award, Best Short Fiction, The Dog Park, Nominiert
- 1997: World Fantasy Convention, World Fantasy Award, Best Short Fiction, The Dead Cop, Nominiert
- 1998: International Horror Guild, International Horror Guild Award, Best Short Form, Inside the Cackle Factory, Nominiert
- 2000: International Horror Guild, International Horror Guild Award, Best Collection, The Death Artist, Nominiert
- 2001: International Horror Guild, International Horror Guild Award, Best Anthology, The Museum of Horrors, Nominiert
- 2001: International Horror Guild, International Horror Guild Award, Best Collection, Talking in the Dark, Nominiert
- 2002: World Fantasy Convention, World Fantasy Award, Best Anthology, The Museum of Horrors, Gewinner
- 2002: World Fantasy Convention, World Fantasy Award, Best Collection, Talking in the Dark, Nominiert
- 2003: Horror Writers Association, Bram Stoker Award, Best Anthology, Gathering the Bones (mit Ramsey Campbell und Jack Dann), Nominiert
- 2003: International Horror Guild, International Horror Guild Award, Best Anthology, Gathering the Bones (mit Ramsey Campbell und Jack Dann), Nominiert
- 2004: World Fantasy Convention, World Fantasy Award, Best Anthology, Gathering the Bones, Nominiert
- 2009: Horror Writers Association, Bram Stoker Award, Best Collection, Got to Kill Them All & Other Stories, Nominiert
- 2016: Horror Writers Association, Bram Stoker Award, Lifetime Achievement, Gewinner

## Bibliografie

### Romane
- Stud Row, 1969 (als H.L. Mensch)
- Loves & Intrigues of Damon, 1969 (als Ben Dover)
- The Fog, Bantam Books 1980, ISBN 0-553-13825-1 (Romanfassung zum gleichnamigen Film)
- Halloween II, Zebra Books 1981, ISBN 0-89083-864-X (als Jack Martin, Romanfassung zum gleichnamigen Film)
  - Halloween II – Das Grauen kehrt zurück, Apex 2017, Übersetzer Christian Dörge, ISBN 978-3-7438-4543-5.
- Halloween III, Jove Books 1982, ISBN 0-515-06885-3 (als Jack Martin, Romanfassung zum gleichnamigen Film)
  - Halloween III – Die Nacht der Entscheidung, Apex 2018, Übersetzer Christian Dörge, ISBN 978-3-7438-5597-7.
- Videodrome, Zebra Books 1983, ISBN 0-8217-1166-0 (als Jack Martin, Romanfassung des gleichnamigen Films)
- Darkside, Charter / Berkley 1986, ISBN 0-441-13819-5.
- Shadowman, Abyss / Dell Publishing 1993, ISBN 0-440-21202-2.
- California Gothic, Dreamhaven Bks & Art 1995, ISBN 0-9630944-6-7.
- Double Edge, Dell 1997, ISBN 0-440-21868-3.

### Storysammlungen
- The Dark Country, Scream/Press 1982, ISBN 0-910489-00-9.
- Red Dreams, Scream/Press 1984, ISBN 0-910489-04-1.
- The Blood Kiss, Scream/Press 1988, ISBN 0-910489-18-1.
  - Blut und Küsse, Bastei Lübbe 1990, Übersetzerin Inge Holm, ISBN 3-404-13292-0.
- The Death Artist, DreamHaven Books 1999, ISBN 1-892058-03-0.
- Talking in the Dark, Stealth Press 2001, ISBN 1-58881-017-8.
- Fine Cuts, PS Publishing 2006, ISBN 1-902880-82-X.
- Got to Kill Them All & Other Stories, Cemetery Dance Publications 2009, ISBN 978-1-58767-093-0.
- A Long Time Til Morning, Centipede Press 2014, ISBN 978-1-61347-067-1.

### Kurzgeschichten (Auf Deutsch erschienen)
- Ein hübsches, schattiges Plätzchen, 1990, A Nice, Shady Place, 1963
- Die Feuer der Nacht, 1967, The Fires of Night, 1965
- Schwerer Gang, 1979, A Walk in the Wet, 1967
- Fraukind, 1977, Damechild, 1970
- Die Nacht des Auges, 1990, The Night of the Eye, 1970
- Höllenengel der Barmherzigkeit, 1978, The Machine Demands a Sacrifice, 1972
- Tochter des goldenen Westens, 2007, Daughter of the Golden West, 1973
- Die weiche Mauer, 1990, The Soft Wall, 1974
- Die Schwelle des Todes, 1990, The Dead Line, 1979
- Blutspiel, 1990, Bloodgame, 1980
- Der Fleck, 1990, The Spot, 1980
- Hausbesuch, 1990, Home Call, 1983
- Einer wie du, 1990, Somebody Like You, 1984
- Die Frau in Schwarz, 1990, The Woman in Black, 1984
- Toter Raum, 1990, Deadspace, 1985
- Der Olympialäufer, 1990, The Olympic Runner, 1986
- Wähle 666, 1990, Call 666, 1988
- Blut und Küsse, 1990, The Blood Kiss, 1988
- In der Traumfabrik, 2017, Inside the Cackle Factory, 1998

### Herausgegebene Anthologien
- Cutting Edge, Doubleday 1986, ISBN 0-385-23430-9.
- Masters of Darkness, Tor 1986, ISBN 0-8125-1763-6.
- Masters of Darkness II, Tor 1988, ISBN 0-8125-1764-4.
- Lord John Ten: A Celebration, Lord John Press 1988, ISBN 0-935716-43-2.
- Masters of Darkness III, Underwood-Miller 1991, ISBN 0-88733-116-5.
- MetaHorror, Abyss / Dell 1992, ISBN 0-440-20899-8.
  - Metahorror, Heyne 1996, Übersetzer Hans Schuld, Ronald M. Hahn, Renate Orth-Guttmann und Ralph Tegtmeier, ISBN 3-453-09299-6.
- The Museum of Horrors, Leisure Books 2001, ISBN 0-8439-4928-7.
- Gathering The Bones, Tor 2003, ISBN 0-7653-0178-4 (mit Ramsey Campbell und Jack Dann)